# Barwy nocy
Barwy nocy – amerykański thriller erotyczny z 1994 roku, w reżyserii Richarda Rusha.

## Fabuła
Nowojorski psycholog Bill Capa wpada w załamanie nerwowe, gdy okazuje się, że przez przypadek skłonił swego pacjenta do samobójstwa. Postanawia odejść z pracy i wyjeżdża do Los Angeles, gdzie jego znajomy Bob Moore wprowadza go w prowadzoną przez siebie grupę terapeutyczną. Gdy niespodziewanie Bob zostaje zamordowany, Bill postanawia odnaleźć mordercę, którym najprawdopodobniej jest jeden z pacjentów Boba.

## Obsada
- Bruce Willis (dr Bill Capa)
- Jane March (Rose)
- Rubén Blades (Martinez)
- Lesley Ann Warren (Sondra)
- Scott Bakula (Bob Moore)
- Brad Dourif (Clark)
- Lance Henriksen (Buck)
- Kevin J. O’Connor (Casey)
- Andrew Lowery (Dale)
- Eriq La Salle (Anderson)
- Shirley Knight (Edith Niedelmeyer)
- Erick Avari (taksówkarz)
- Rachel Wagner (tancerka)
- John Bower (inspektor medyczny)
- Roberta Storm (recepcjonistka)